# Neanotis indica
Neanotis indica är en måreväxtart som först beskrevs av Dc., och fick sitt nu gällande namn av Walter Hepworth Lewis. Neanotis indica ingår i släktet Neanotis och familjen måreväxter. Inga underarter finns listade i Catalogue of Life.